# Rechnungshof Baden-Württemberg
Der Rechnungshof Baden-Württemberg prüft die Rechnung sowie die Wirtschaftlichkeit und Ordnungsmäßigkeit der Haushalts- und Wirtschaftsführung des Landes Baden-Württemberg (Art. 83 Abs. 2 Satz 1 LV). Er ist eine oberste Landesbehörde und als unabhängiges Organ der Finanzkontrolle nur dem Gesetz unterworfen (§ 1 Abs. 1 RHG). Im Rahmen seiner gesetzlichen Aufgaben unterstützt der Rechnungshof Landtag und Landesregierung, denen er jährlich berichtet (Art. 83 Abs. 2 Satz 4 LV) und die er berät und gutachterlich unterstützt (§ 88 Abs. 2 und 3 LHO). Er konstituierte sich bei der Gründung des Landes Baden-Württemberg im Jahr 1952 und hat seinen Sitz in Karlsruhe (§ 1 Abs. 2 RHG).

## Stellung und Aufgaben
Die genaue Einordnung von Rechnungshöfen in das klassische System der Gewaltenteilung ist umstritten. In der Rechts- und Staatswissenschaft werden hierzu „alle denkbaren Einordnungen, nämlich als Teil der Legislative, der Exekutive, der Judikative sowie als vierte Gewalt oder Institution sui generis vertreten.“ Im Ergebnis unterscheiden sie sich in ihren Aufträgen und ihrem Wirken jedoch wesentlich von den klassischen drei Gewalten. Eine Einordnung als „vierte Gewalt“ erscheint jedoch schwierig, da die Landesverfassung in Art. 25 Abs. 1 explizit von einer Dreiteilung der Staatsgewalt ausgeht. Die Deutschen Rechnungshöfe werden heute daher überwiegend in einer „Sonderstellung zwischen den Gewalten“ (von Exekutive und Legislative) gesehen.
Ebenso ist die Einordnung der Rechnungshöfe als Verfassungsorgane umstritten. Der Landesrechnungshof untersteht, auch hinsichtlich seiner Verwaltung jenseits der unabhängigen Prüfungstätigkeit, keiner Aufsicht, sondern nur seinem Präsidenten. Im Landeshaushaltsplan ist er keinem Ministerium zugeordnet, sondern besitzt einen eigenen „Einzelplan“. Er besitzt Geschäftsordnungsautonomie und ist im Organstreitverfahren nach Art. 68 Abs. 1 Nr. 1 der Landesverfassung parteifähig. Diese Privilegien werden ansonsten nur Verfassungsorganen zu teil. Diese Einordnung als Verfassungsorgan wird teilweise mit Hinweis auf den fehlenden gestaltenden Einfluss auf das Verfassungsleben abgelehnt. Diesen besitzen jedoch zahlreiche Staatsoberhäupter (die zweifelsfrei Verfassungsorgane sind) ebenfalls nicht.
Der Rechnungshof wählt seinen Prüfungsstoff frei. Ihm sind alle von ihm verlangten Unterlagen vorzulegen. Er beanstandet Verstöße gegen geltendes Recht oder mangelnde Sparsamkeit und Wirtschaftlichkeit. Zudem macht er Vorschläge, wie diese Mängel beseitigt werden könnten. Eine Weisungsbefugnis, die beanstandeten Mängel abzustellen, hat der Rechnungshof gegenüber den geprüften Stellen nicht; wenngleich seinen Feststellungen große faktische und politische Bedeutung zukommen.
Über die Entlastung der Regierung beschließt der Landtag erst, nachdem der Rechnungshof die Rechnungslegung geprüft und dem Landtag sein jährlichen Bericht („Denkschrift“) übermittelt hat.

## Mitglieder
Der Rechnungshofes ist (wie Verfassungsorgane) mitgliedschaftlich organisiert. Mitglieder sind der Präsident, der Vizepräsident und die fünf Leiter der Fachabteilungen. Gemeinsam bilden diese einen Senat. Er ist das zentrale  Entscheidungsgremium des Rechnungshofs, in dem über die Feststellung von Prüfungsergebnissen und Empfehlungen entschieden wird.
Der Präsident wird vom Ministerpräsidenten mit Zustimmung des Landtags ernannt. Der Vizepräsident auf Vorschlag des Präsidenten vom Ministerpräsidenten mit Zustimmung des Landtags. Die übrigen Mitglieder werden vom Ministerpräsidenten auf Vorschlag des Präsidenten benannt, der jedoch vorher den Senat zu hören hat (§ 10 RHG). Alle Mitglieder müssen die Befähigung für eine Laufbahn des höheren Dienstes, davon mindestens zwei Drittel die Befähigung zum Richteramt, besitzen. Sie müssen nach Erwerb der Befähigung mindestens zehn Jahre lang in einer Laufbahn des höheren Dienstes oder einer entsprechenden Tätigkeit der öffentlichen Verwaltung tätig gewesen sein (§ 9 RHG).
Die Mitglieder des Rechnungshofes besitzen richterliche Unabhängigkeit (Art. 83 Abs. 2 Satz 2 LV, § 11 RHG). Zuständig für disziplinarrechtliche und dienstrechtliche Gerichtsverfahren (gegen) seiner Mitglieder ist daher das Richterdienstgericht.
Die Mitglieder des Rechnungshofes werden in ihren Aufgaben von ihnen unterstellten Beamten und Angestellten unterstützt. Ihnen selbst verbleiben vor allem leitende Funktionen.

## Organisation
Der Rechnungshof gliedert sich in eine Präsidialabteilung und Fachabteilungen. Die Fachabteilungen bilden in der Regel spiegelbildlich die Ressorts der Landesregierung ab.
- Abteilung P/Prüfungen: Prüft den Landtages und das Staatsministeriums.
- Abteilung 1: Prüft das Ministeriums für Wissenschaft, Forschung und Kunst, einschließlich Hochschulen, kulturelle Einrichtungen und Forschungseinrichtungen sowie staatliche Krankenhäuser und Universitätsklinika.
- Abteilung 2: Prüft Justiz-, Finanz-, Kultus- und Sozialressorts sowie Gesamtrechnung. Grundsatzfragen Sponsoring, ressortübergreifende Fragen der Landesbetriebe, Denkschriftbeiträge zur Landeshaushaltsrechnung, zu Haushaltsplan und Haushaltsvollzug sowie den Landesschulden und grundsätzlichen Haushaltsthemen.
- Abteilung 3: Prüft das Wirtschaftsressort und Ministerium Ländlicher Raum und Verbraucherschutz; zudem Unternehmen, Betriebe und Beteiligungen des Landes Baden-Württemberg. Querschnittsprüfungen für Personal und Versorgungsausgaben.
- Abteilung 4: Prüft die Rundfunk- und Medienanstalten (SWR) und die Innenverwaltung. Nimmt als Querschnittsabteilung Organisations-, Personalbedarfs-, Wirtschaftlichkeitsuntersuchungen und Prüfungen der IT-Organisation und des IT-Einsatzes in der Landesverwaltung wahr.
- Abteilung 5: Prüft die Baumaßnahmen des Landes sowie das Umwelt- und Verkehrsressorts.
- Abteilung P/Verwaltung: Die Präsidialabteilung übernimmt zentrale Verwaltungsaufgaben unter anderem im Bereich Personal und Haushalt und ist zudem für Grundsatzangelegenheiten zuständig.[7]

Bei seiner Tätigkeit wird der Rechnungshof von den Staatlichen Rechnungsprüfungsämtern in Freiburg, Stuttgart und Tübingen unterstützt, die ihm nachgeordnet sind. Das Staatliche Rechnungsprüfungsamt Karlsruhe wurde 2011 aufgelöst.

## Präsidenten
- 1946–1952: Karl Hofmeister
- 1952–1957: Erwin Herrmann
- 1957–1963: Oskar Schleehauf
- 1963–1967: Klaus Tellenbach
- 1967–1975: Walter Atorf
- 1975–1991: Otto Rundel
- 1991–1998: Otto-Günter Lonhard
- 1998–2008: Martin Frank
- 2009–2017: Max Munding
- 2017–2023: Günther Benz
- seit 2023: Cornelia Ruppert

## Dienstgebäude

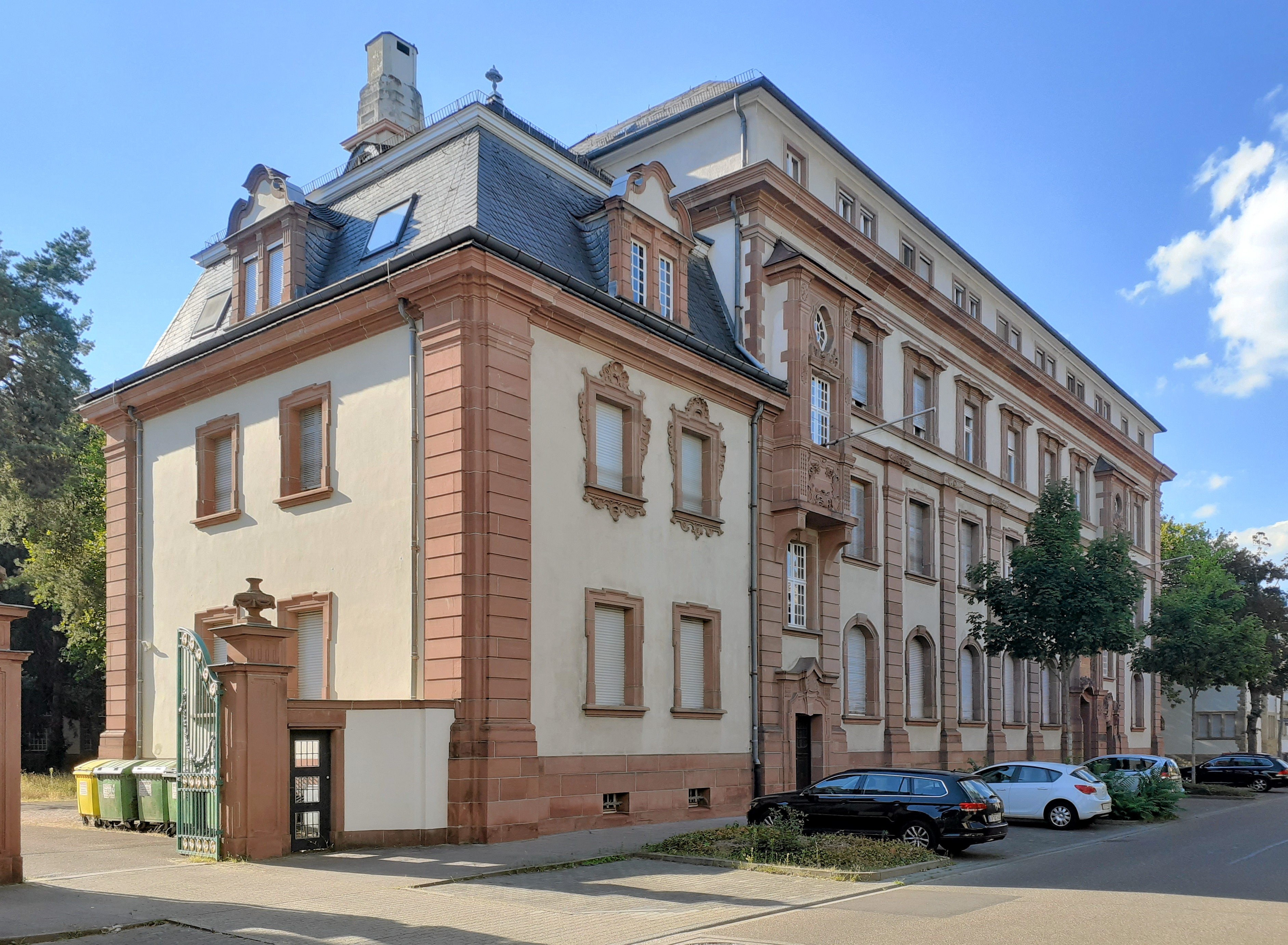
Rechnungshof Baden-Württemberg in Karlsruhe

Das Gebäude des Rechnungshofs Baden-Württemberg an der Karlsruher Stabelstraße entstand zu Beginn des 20. Jahrhunderts als Sitz der Badischen Oberrechnungskammer. Es ist Teil eines Ensembles mit dem Generallandesarchiv und dem Verwaltungsgericht Karlsruhe. Die Planung dieses großherzoglich-badischen Behördenzentrums in der Weststadt begann Adolf Hanser. Nach dessen Tod 1901 überarbeitete Friedrich Ratzel die Pläne und übernahm von 1902 bis 1905 die Bauausführung. Der Komplex mit Stilelementen der Spätrenaissance, des Rokoko und des Jugendstils ist als Kulturdenkmal von besonderer Bedeutung in die Denkmalliste eingetragen.